# Goldor (equipo ciclista)
El equipo Goldor, fue un equipo ciclista belga, de ciclismo en ruta que compitió entre 1965 y 1973. Tuvo tener como sucesor el equipo IJsboerke.

## Principales resultados
- Gran Premio del 1 de Mayo: Piet Oellibrandt (1966)
- Omloop Het Volk: Willy Vekemans (1967)
- G. P. Kanton Aargau: Willy Vekemans (1968)
- Gante-Wevelgem: Willy Vekemans (1969)
- Tour de Limburgo: Willy Vekemans (1969)
- Circuito del País de Waes: Walter Planckaert (1971)
- Gran Premio de Valonia: Emile Cambré (1972)
- E3 Harelbeke: Hubert Hutsebaut (1972)

### A las grandes vueltas
- Giro de Italia
  - 0 participaciones
  - 0 victorias de etapa:
  - 0 clasificación finales:
  - 0 clasificaciones secundarias:

- Tour de Francia
  - 0 participaciones
  - 0 victorias de etapa:
  - 0 clasificación finales:
  - 0 clasificaciones secundarias:

- Vuelta a España
  - 4 participaciones (1968, 1969, 1971, 1972)
  - 4 victorias de etapa:
    - 2 el 1969: Raymond Steegmans
    - 2 el 1971: Hubert Hutsebaut, Willy Scheers

  - 0 clasificación finales:
  - 1 clasificaciones secundarias:
    - Clasificación por puntos: Raymond Steegmans (1969)